# Casa D. A. Dorsey
La Casa D. A. Dorsey (en inglés: D. A. Dorsey House) es una casa histórica ubicada en Miami, Florida. La Casa D. A. Dorsey se encuentra inscrita  en el Registro Nacional de Lugares Históricos desde el 4 de enero de 1989. Forma parte del Downtown Miami MRA

## Ubicación
La Casa D. A. Dorsey se encuentra dentro del condado de Miami-Dade en las coordenadas 25°46′57″N 80°11′56″O / 25.7825, -80.198889.